# 테오 반 되스버그
테오 반 되스버그(네덜란드어: Theo van Doesburg, 1883년 8월 30일 ~ 1931년 3월 7일) 또는 테오 반 도스부르크는 네덜란드의 예술가이다. 위트레흐트에서 태어났으며, 소년 시절부터 독학으로 미술을 공부하고 화가와 조각가로 제작을 하면서 이론가로서도 적극적으로 활약하였다. 초기에는 도미에에 쏠린 적도 있었으나 1917년 라이덴에서 신조형주의의 그룹을 만들고 동명의 기관지를 발행하였으며, 그는 실제 제작과 더불어 이론적 활동에도 종사하여 여러 곳에서 강연을 하면서 신조형주의 운동의 보급에 힘썼다. 저명한 논문으로는 '요소주의(엘리멘터리즘)'라고 제목을 붙인 선언으로, 자연의 구상성을 일체 배제한 기본적인 형태와 순색의 배합에 의해서 참다운 리얼리티를 창조하는 길을 설파하였다. 그의 작품은 몬드리안과 매우 비슷하고 분석적 퀴비슴을 궁극적으로 추진한 기하학적 추상으로서 평면의 분할에 그 특색을 볼 수 있다. 1931년 다보스에서 사망하였다.

## 같이 보기
- 신조형주의